# Palamedes Palamedesz II
Palamedes Palamedesz. II,  detto Stevers o Stevens o Stevaerts (Delft, 1633 – Delft, 2 ottobre 1705), è stato un pittore e decoratore olandese d'interni del secolo d'oro.

## Biografia
Nipote o figlio di Palamedes Palamedesz I, fu istruito da Anthonie Palamedes nell'arte della pittura. Operò soprattutto a Delft.